# 烏帽子岳 (飛騨高地)
烏帽子岳（えぼしだけ）は、岐阜県高山市と郡上市 にまたがる飛騨高地の標高1,625.2 mの山。

## 概要
約160万-110万年前のカラブリアン（前期更新世後半）に活動していた複成火山（火山名「烏帽子・鷲ヶ岳」）で、安山岩溶岩,降下火砕物などからなる．当火山は火山活動を休止して久しく,周辺河川の侵食により火口などの火山地形はほとんど残されていない。山名の由来は,南麓の郡上市の気良や二間手などからの山容が烏帽子のように見えることとされる。1586年（天正13年）1月18日に発生した天正地震により、帰雲山西斜面の崩壊および帰雲城の埋没と同時に当火山東麓の水沢上（現：郡上市明宝奥住水沢上）でも大規模 な地すべりが発生した。これは水沢上地すべりと呼ばれ、西俣川に崩落した土砂が河道を閉塞し天然ダムを形成し集落が水没している。宇治川の戦いに登場する名馬磨墨は、南麓の産といわれている。山頂には二等三角点（点名「奥住｣、標高1,625.20 m）が設置されている。山頂の北東1.2 kmの稜線上のピークに四等三角点（点名「床辺山｣、標高1,552.48 m）が設置されている。北麓は一般的にめいほう高原と呼ばれ、めいほうスキー場,めいほう高原キャンプフィールド,牧場などの施設がある。ぎふ百山の一つに選定されている。

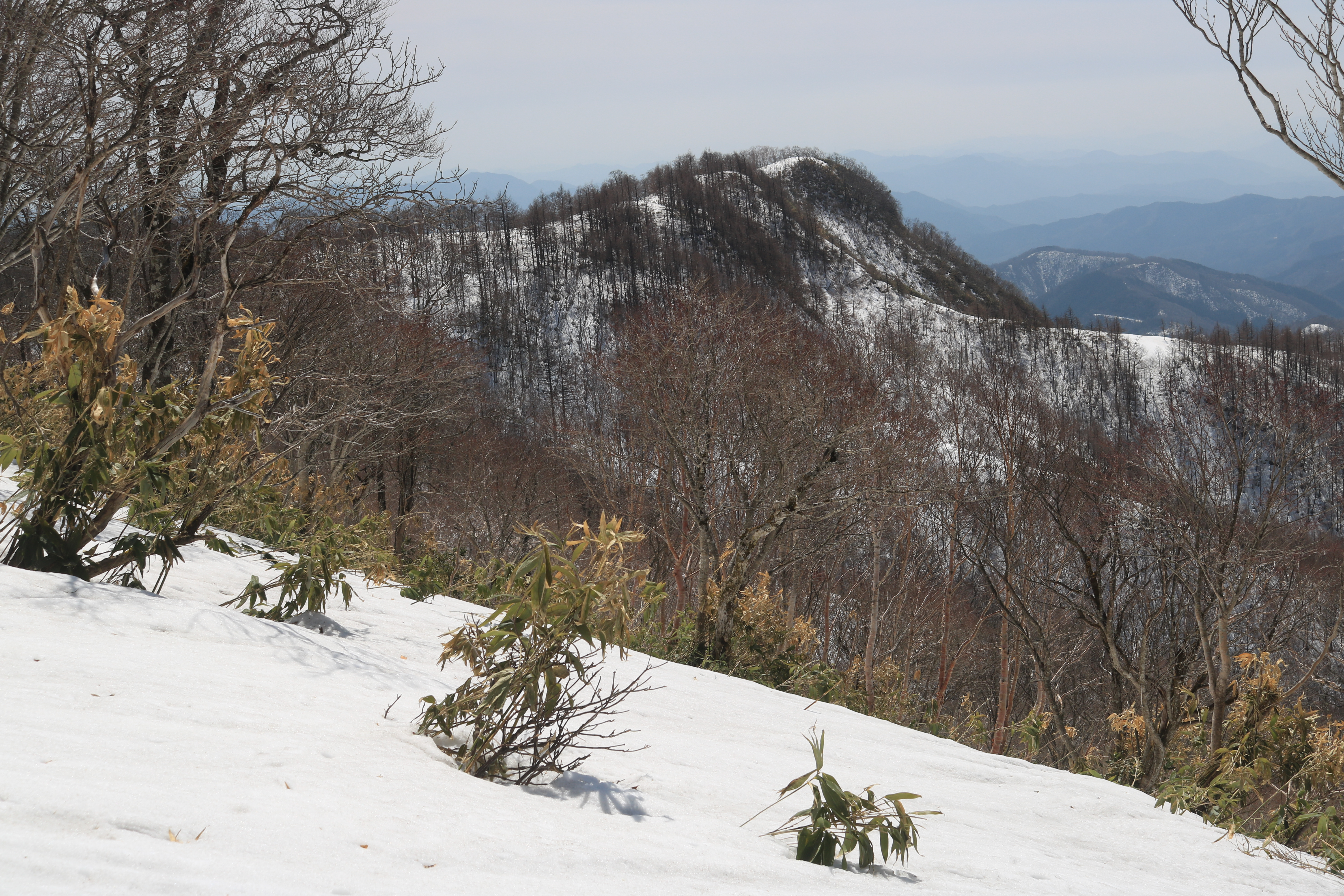
烏帽子岳の南側の稜線上の標高1,595mのピーク（気良烏帽子岳）、南麓からの山容が烏帽子のように見えることが山名の由来とみられている

## 登山

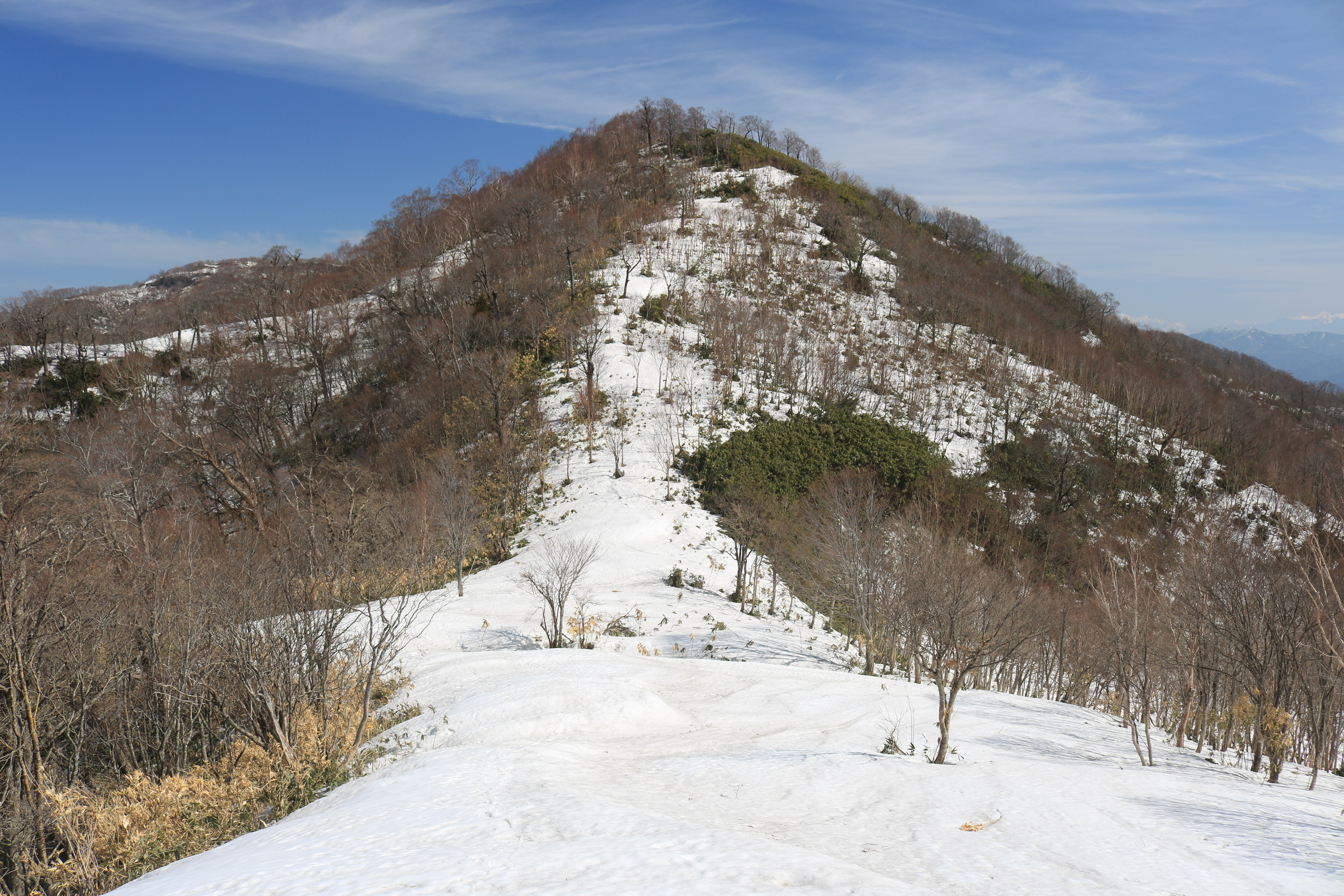
烏帽子岳の山頂方面から望む北側の稜線上にある標高1,552mのピーク、無雪期にはササなどのヤブをこいでの登頂となる

一般的に登山が盛んな山岳ではないため登山道は開設されておらず、無雪期にはヤブをこいでの登頂となる。積雪期にめいほうスキー場のリフトを利用し、山スキーや雪山登山されることがある。

## 地理
飛騨高地の南部に位置する。山頂の南0.6 kmにある標高点1,595 mのピークは気良烏帽子岳と呼ばれている。

### 周辺の山
周辺の主な山を下表に示す。一色川を隔てて鷲ヶ岳と対峙し、鷲ヶ岳の東2.5 kmに位置する。

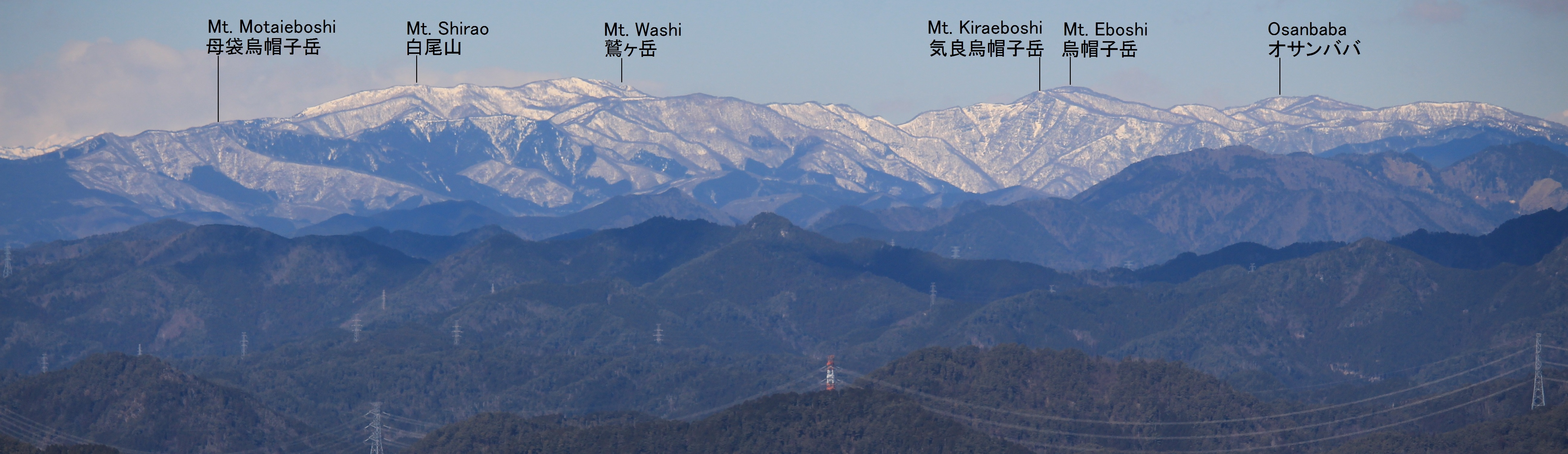
南東の納古山から望む周辺の飛騨高地の山並み 左から母袋烏帽子岳、白尾山、鷲ヶ岳、気良烏帽子、烏帽子岳、オサンババ（山中山）

| 山容 | 山名       | 標高(m)  | 三角点等級 基準点名 | 烏帽子岳からの 方角と距離(km) | 備考                  |
| --- | ---------- | -------- | ------------------- | ----------------------------- | --------------------- |
| オサンババ（山中山）から望む大日ヶ岳、東面にダイナランド（東）と高鷲スノーパーク（右）（2018年3月27日撮影） | 大日ヶ岳   | 1,709.00 | 一等 「大日ヶ岳」   | 西北西 16.3                   | 日本二百名山 ぎふ百山 |
| 烏帽子岳から望む川上岳、右奥に乗鞍岳（2018年3月27日撮影）                                                   | 川上岳     | 1,625.49 | 一等 「兎馬場」     | 東北東 15.9                   | 日本三百名山 ぎふ百山 |
| 烏帽子岳から望むオサンババ（山中山）（2018年3月27日撮影）                                                   | オサンババ | 1,631.31 | 三等 「寺河戸」     | 北北東 2.6                    | 別名「山中山」        |
| オサンババ（山中山）から望む鷲ヶ岳（2018年3月27日撮影）                                                     | 鷲ヶ岳     | 1,671.49 | 三等 「鷲ヶ岳」     | 西 2.5                        | 日本三百名山 ぎふ百山 |
| 北側の稜線から望む烏帽子岳（2018年3月27日撮影）                                                             | 烏帽子岳   | 1,625.20 | 二等 「奥住」       | 0                             | ぎふ百山              |
| 白草山から望む白尾山（左）と烏帽子岳（右）（2018年3月3日撮影）                                              | 白尾山     | 1,612.36 | 二等 「白尾」       | 西南西 3.2                    |                       |

- 南東の納古山から望む周辺の飛騨高地の山並み
左から母袋烏帽子岳、白尾山、鷲ヶ岳、気良烏帽子、烏帽子岳、オサンババ（山中山）

### 周辺の峠
周辺の主な峠を以下に示す。
- 山中峠 - 北側の火山へと延びる稜線上の鞍部、標高約1,300 m[12]、山頂の北東3.8 kmに位置する。
- 大洞峠 - 南側母袋烏帽子岳へと延びる稜線上の鞍部、標高約1,140 m、山頂の南南西5.3 kmに位置する。

### 源流の河川

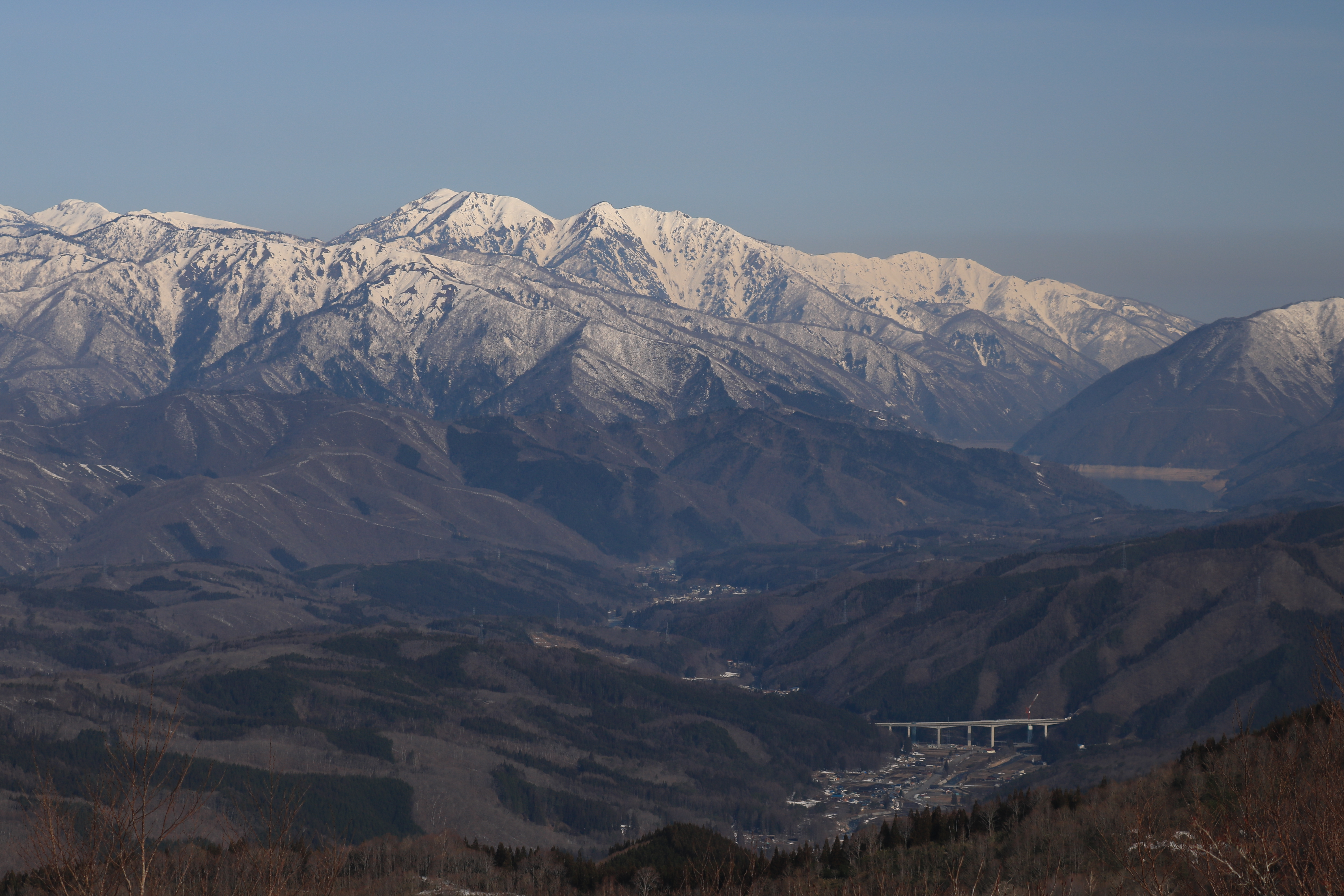
オサンババ（山中山）から望む烏帽子岳を源流とする庄川の上流域、右中央に御母衣湖、中央奥に両白山地の三方崩山

以下の庄川と長良川の支流の源流となる山で、それぞれ日本海側の富山湾と太平洋側の伊勢湾へ流れる。木曽川水系高山市側の日本海側と郡上市側の太平洋側の分水嶺となる山である。吉田川（木曽川水系の長良川の支流）の源流となる山である。
- 一色川 - 庄川の支流
- 西俣川、気良川 - 吉田川の支流

### 交通・アクセス
山域の東側に国道472号が通り、北側に岐阜県道452号惣則高鷲線が通り、西側に東海北陸自動車道が通る。
- 東海旅客鉄道（JR東海）高山本線飛騨宮田駅の西21 kmに位置し[2]、長良川鉄道越美南線の美濃白鳥駅の東北東13.5 kmに位置する[3]。
- 東海北陸自動車道の高鷲インターチェンジの東10.7 kmに位置する[3]。

### 周辺の主な施設
山麓や周辺の主な施設を以下に示す。

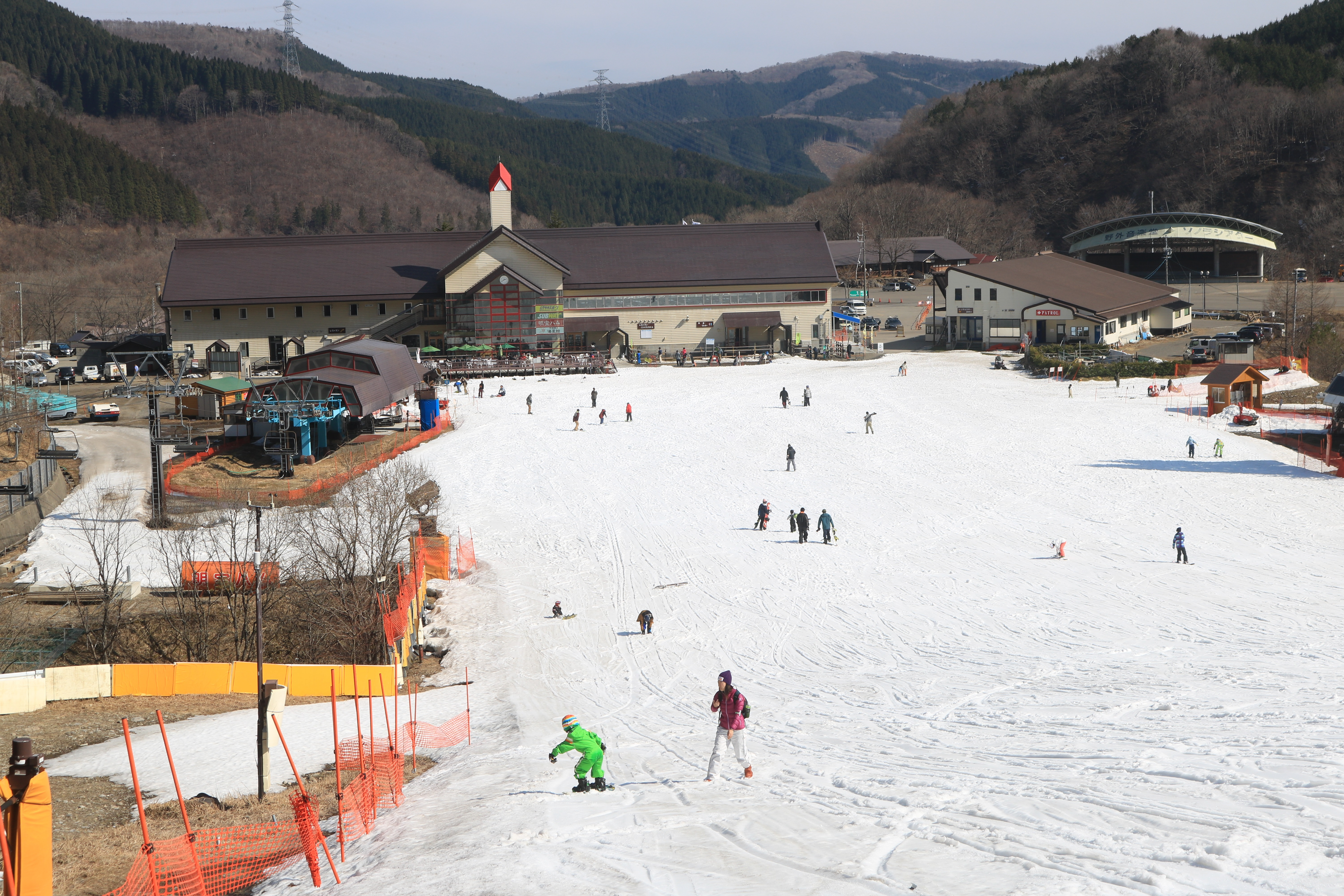
北東斜面にあるめいほうスキー場のセンターハウス、右奥にめいほう高原野外音楽堂「ソノラシアター」

- めいほうスキー場 - 北東斜面の郡上市明宝にあるスキー場
- 一色国際スキー場 - 山域の北側、2007/2008シーズンを最後に閉鎖
- 飛騨共同模範牧場 - 山域の北側
- 郡上市営水沢上牧場 - 北東山麓、春夏秋の間はめいほうスキー場メインゲレンデで牛の放牧が行われている[10]。
- めいほう高原音楽の森 - 北東山麓にあり、自然遊歩道が整備されている。
- めいほう高原野外音楽堂 - めいほうスキー場の南東近隣にある。野外音楽堂「ソノラシアター」では1990年（平成2年）から毎年夏に、めいほう高原音楽祭が開催されている。
- 明宝温泉 湯星館 - 東山麓

## 烏帽子岳の風景

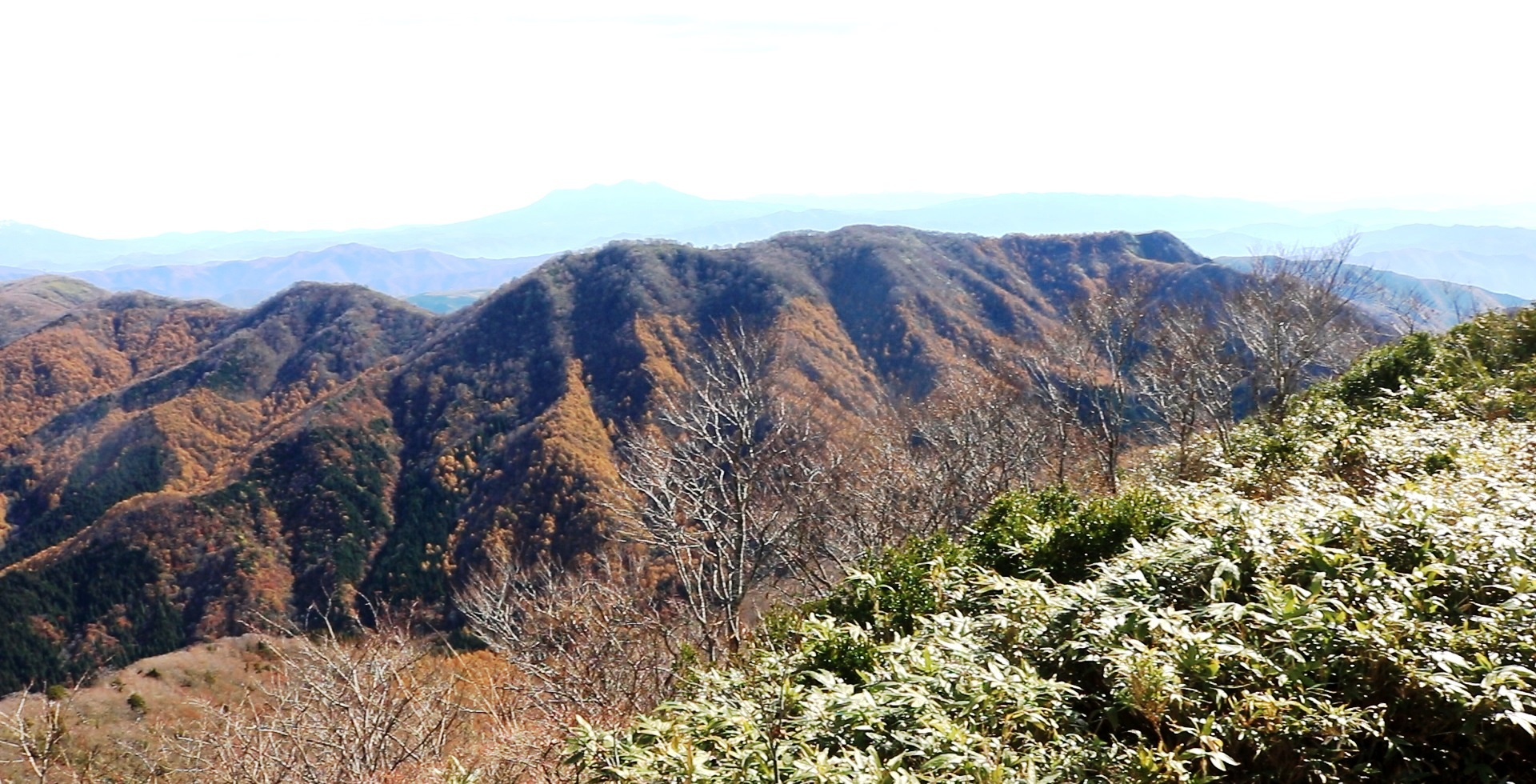
西側の鷲ヶ岳から望む烏帽子岳
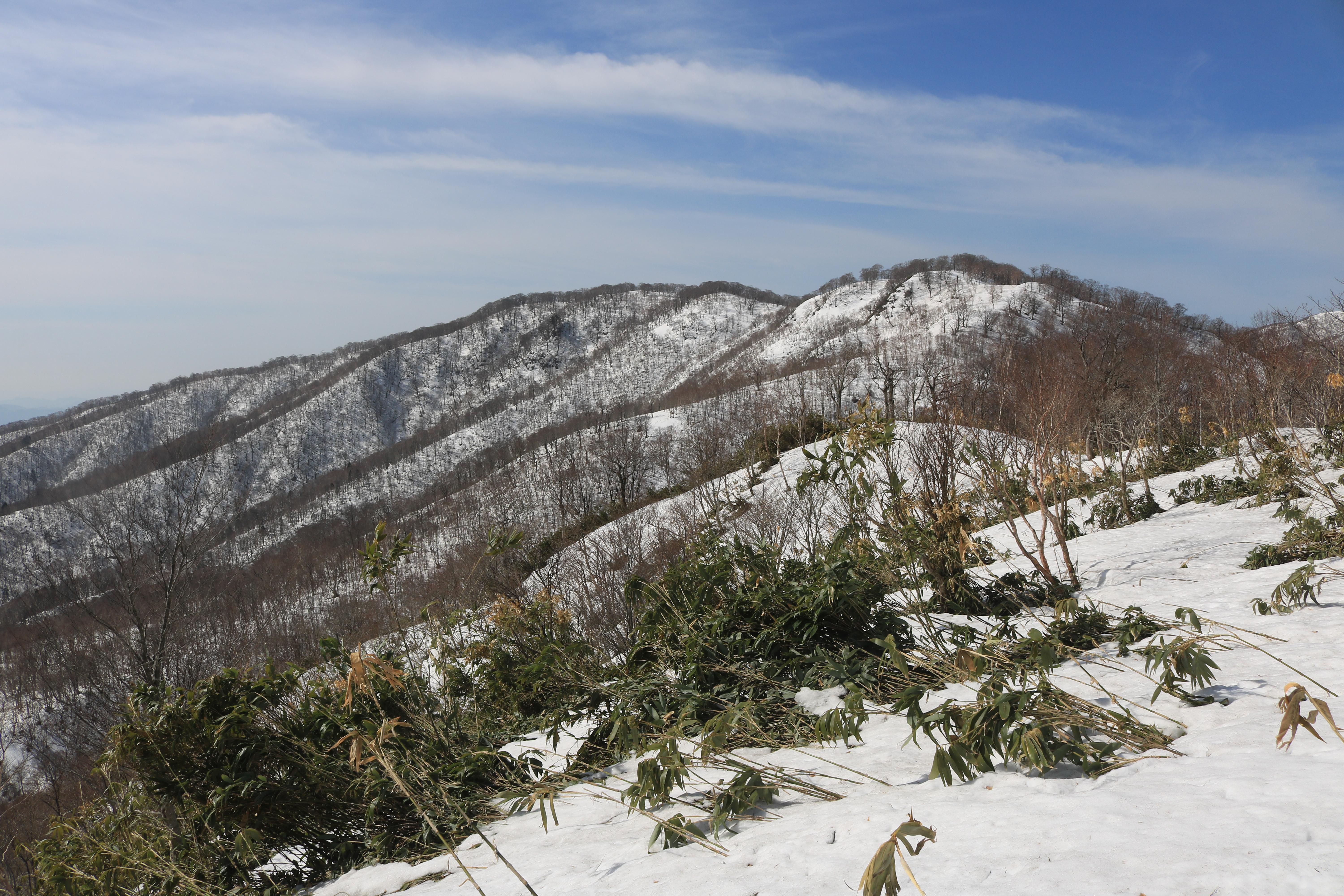
北側の稜線から望む烏帽子岳
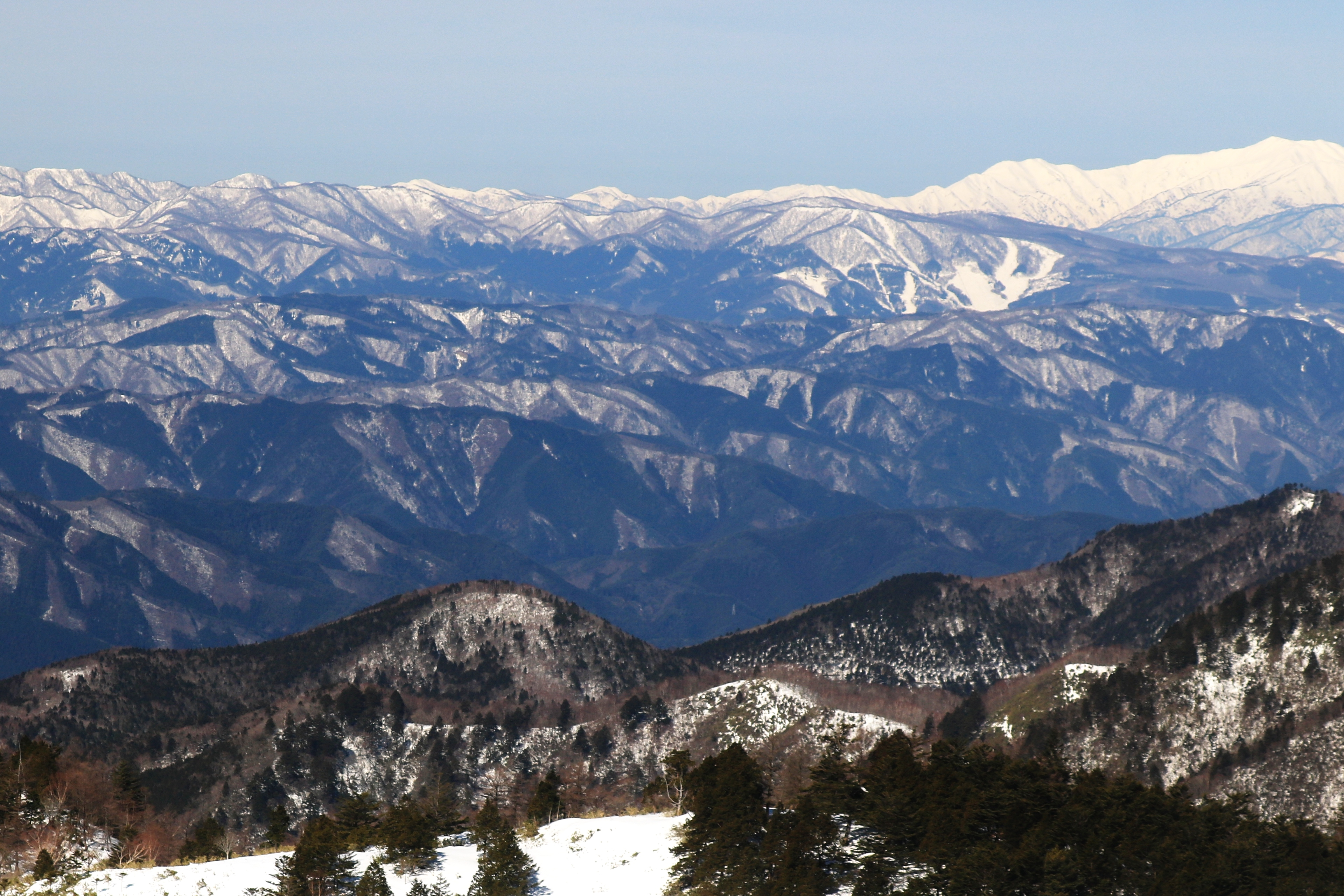
東側の白草山から望む烏帽子岳

## 烏帽子岳からの眺望
残雪期の山頂部から、北アルプス、御嶽山、中央アルプス、白山などを望むことができる。 ウィキメディア・コモンズには、烏帽子岳から眺望に関するカテゴリがあります。

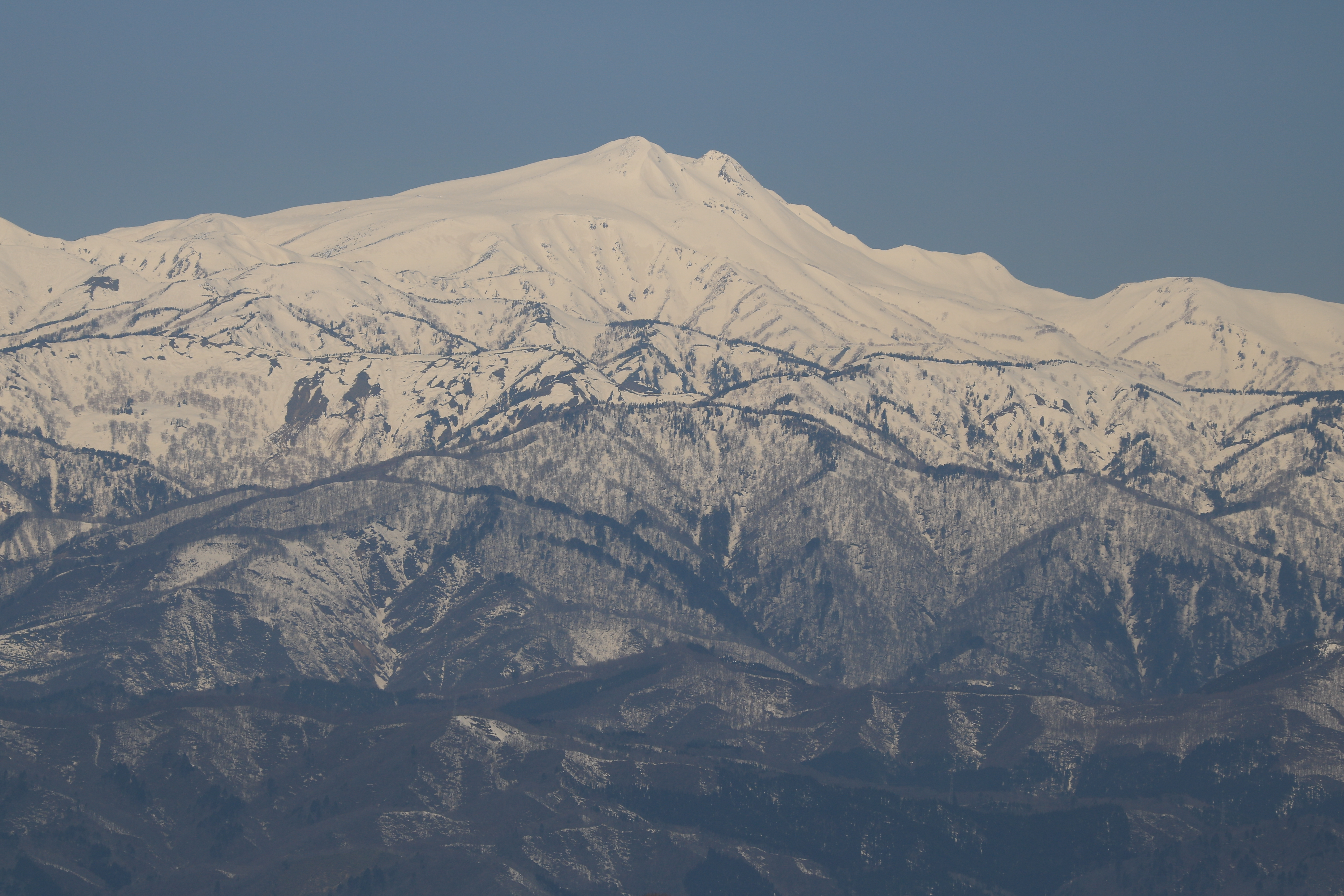
白山
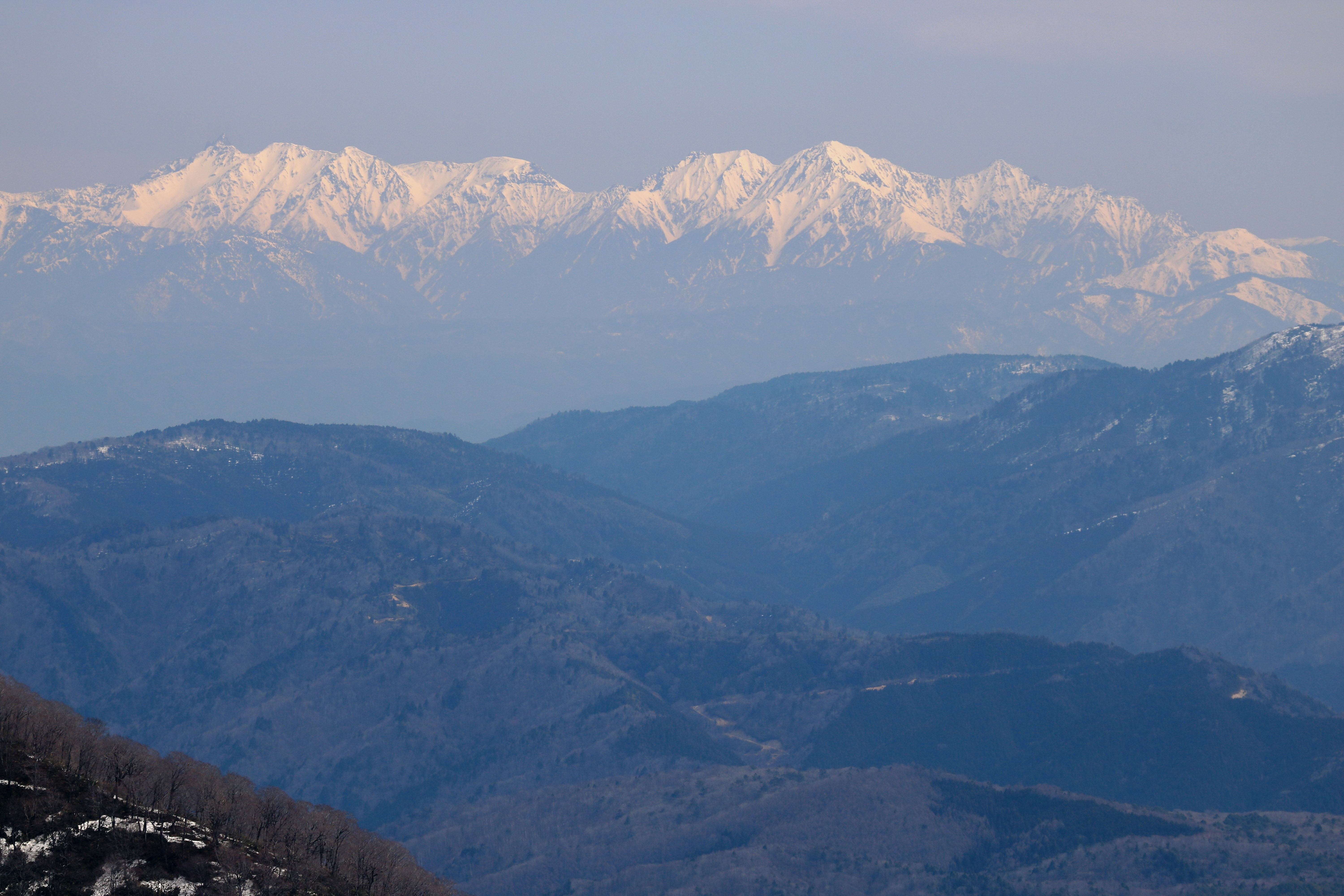
北アルプスの槍ヶ岳と穂高岳
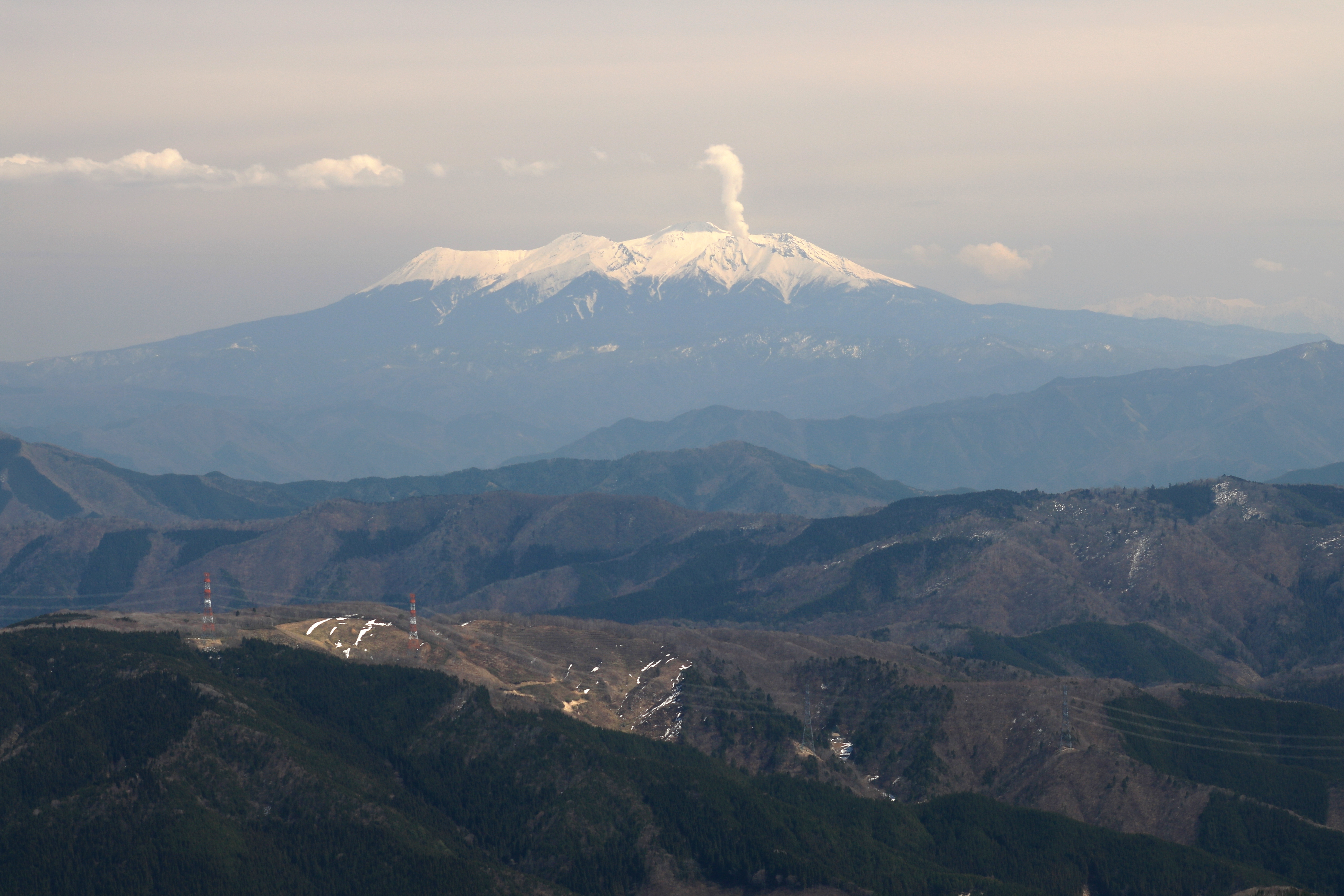
御嶽山